# Orthochromis polyacanthus
Orthochromis polyacanthus är en fiskart som först beskrevs av Boulenger, 1899.  Orthochromis polyacanthus ingår i släktet Orthochromis och familjen Cichlidae. IUCN kategoriserar arten globalt som livskraftig. Inga underarter finns listade i Catalogue of Life.